# Сизов, Константин Михайлович
Константин Михайлович Сизов (18 марта 1906, Новочеркасск — 9 ноября 1941, Марта) - советский партийный деятель. Участник Великой Отечественной войны, командир Бахчисарайского истребительного батальона, командир Бахчисарайского партизанского отряда. Погиб в бою. В его честь названы улицы в Бахчисарае и Верхоречье.

## Биография

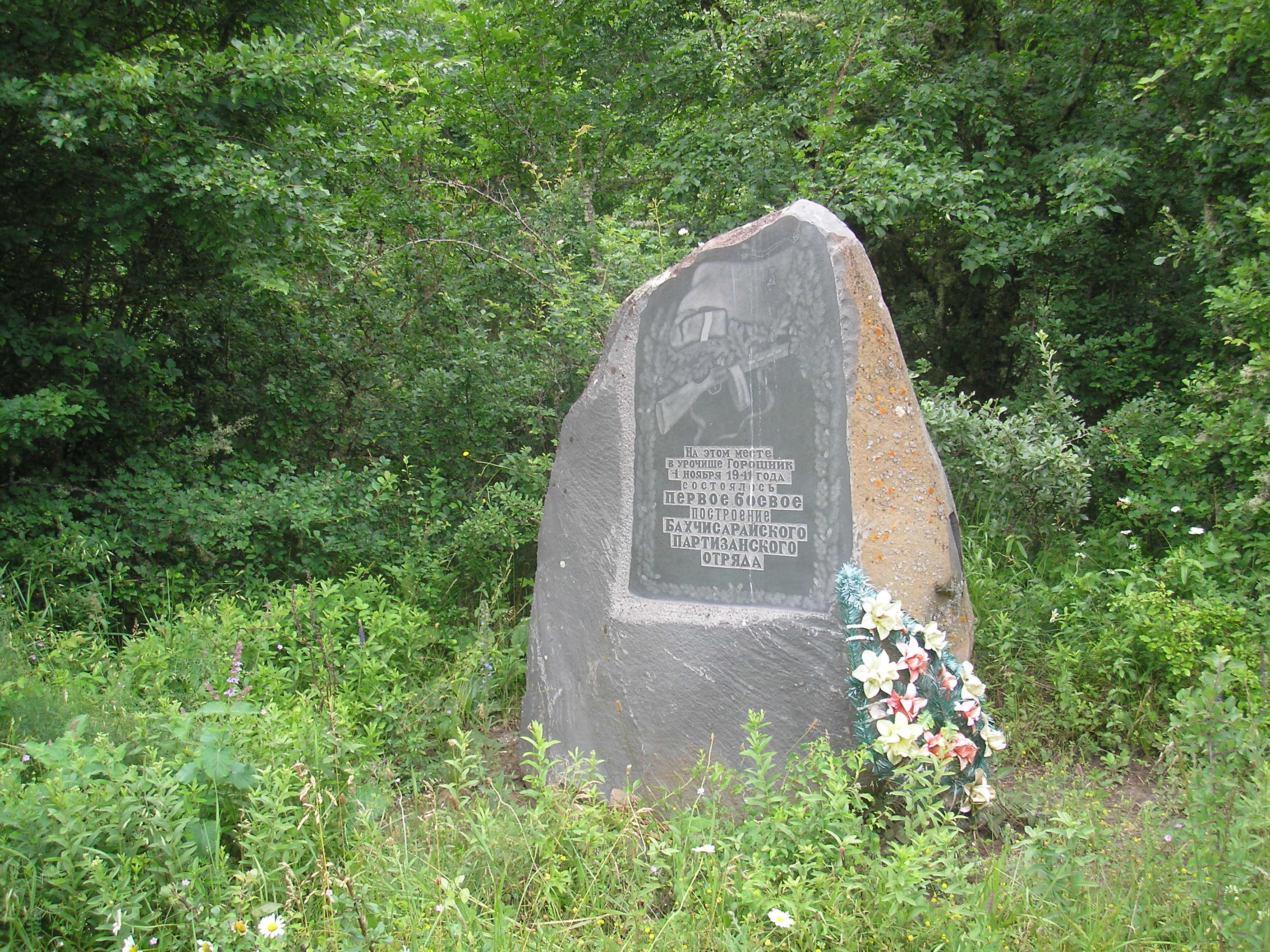
Место первого построения Бахчисарайского отряда

Родился 18 марта 1906 году в городе Новочеркасске Ростовской области. C 1926 года секретарь сельсовета в селе Топчикой (ныне Долинное) Бахчисарайского района КрАССР. Член ВКП(б). Позднее работал в райисполкоме города Бахчисарая, возглавлял коммунальный трест.

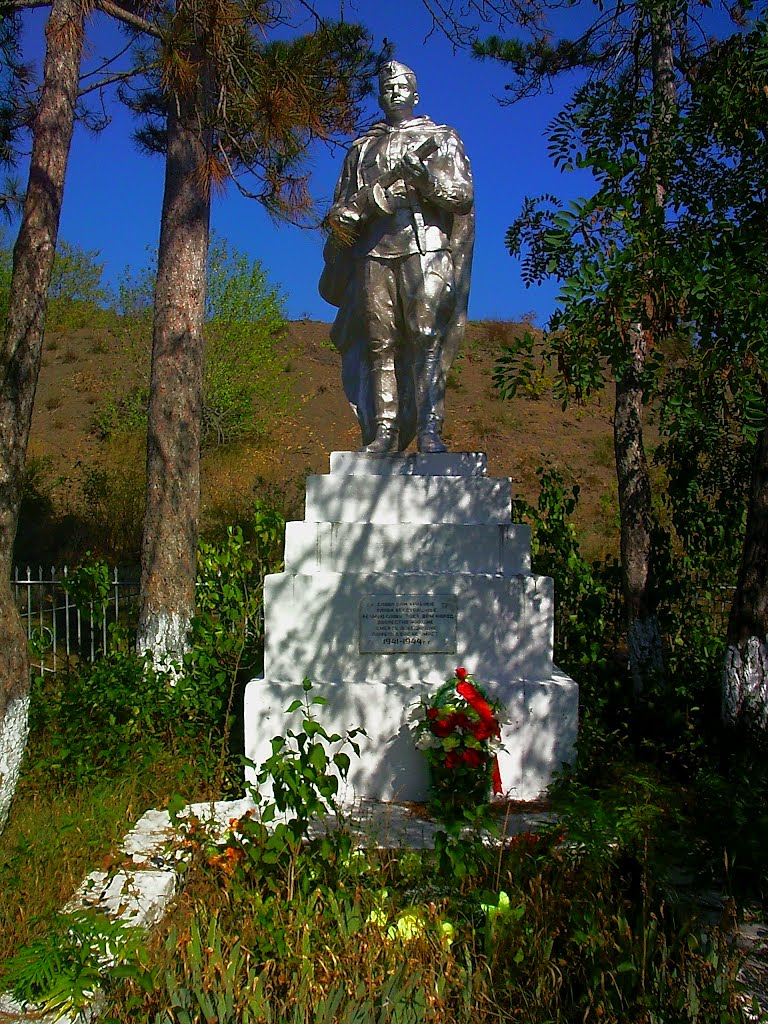
Братская могила советских воинов и партизан в селе Верхоречье, могила Сизова К. М.

Участник Великой Отечественной войны, призван в военкомат, занимался мобилизацией населения в армию и в ополчение. С июля 1941 года командир Бахчисарайского истребительного батальона, созданного для борьбы с вражескими диверсантами и охраны тыла.
Когда немецко-румынские войска вошли в Крым 31 октября 1941 года в лес вышли и Бахчисарайский отряд, и городской истребительный батальон. Партизаны собрались на кордоне Горошник. Вскоре в это же урочище прибыли бойцы Бахчисарайского истребительного батальона. К ним присоединились бойцы отступающих частей Красной Армии. Командир истребительного батальона Сизов с 4 ноября становится командиром Бахчисарайского партизанского отряда, а секретарь Бахчисарайского райкома В. И. Черный – комиссаром. В отряде формируются две боевые группы: одна во главе с командиром К. Гончаровым и политруком Ш. Мамутовым, вторую возглавляют командир М. А. Македонский и политрук А. Омеров.
Первое столкновение с противником случилось 5 ноября 1941 года, когда партизаны обстреляли немецких разведчиков. Через два дня случился бой в селе Верхоречье (Бия-Сала).
Незадолго до гибели в письме к жене Александре Тимофеевне писал: «На что я мирная натура, но и то крошить буду немцев без пощады и какой либо жалости. Будет праздник и на нашей улице». 9 ноября 1941 года при перебазировании к горе Мулга партизаны обнаружили, что немцы готовят засаду. Разделившись на несколько групп, партизаны обошли немцев и атаковали с разных сторон. Во время атаки Сизов погиб, раненный в грудь и голову. Командование отрядом принял М. А. Македонский. В 1956 году Константин Михайлович был перезахоронен в братскую могилу советских воинов и партизан в селе Верхоречье Бахчисарайского района Республики Крым.

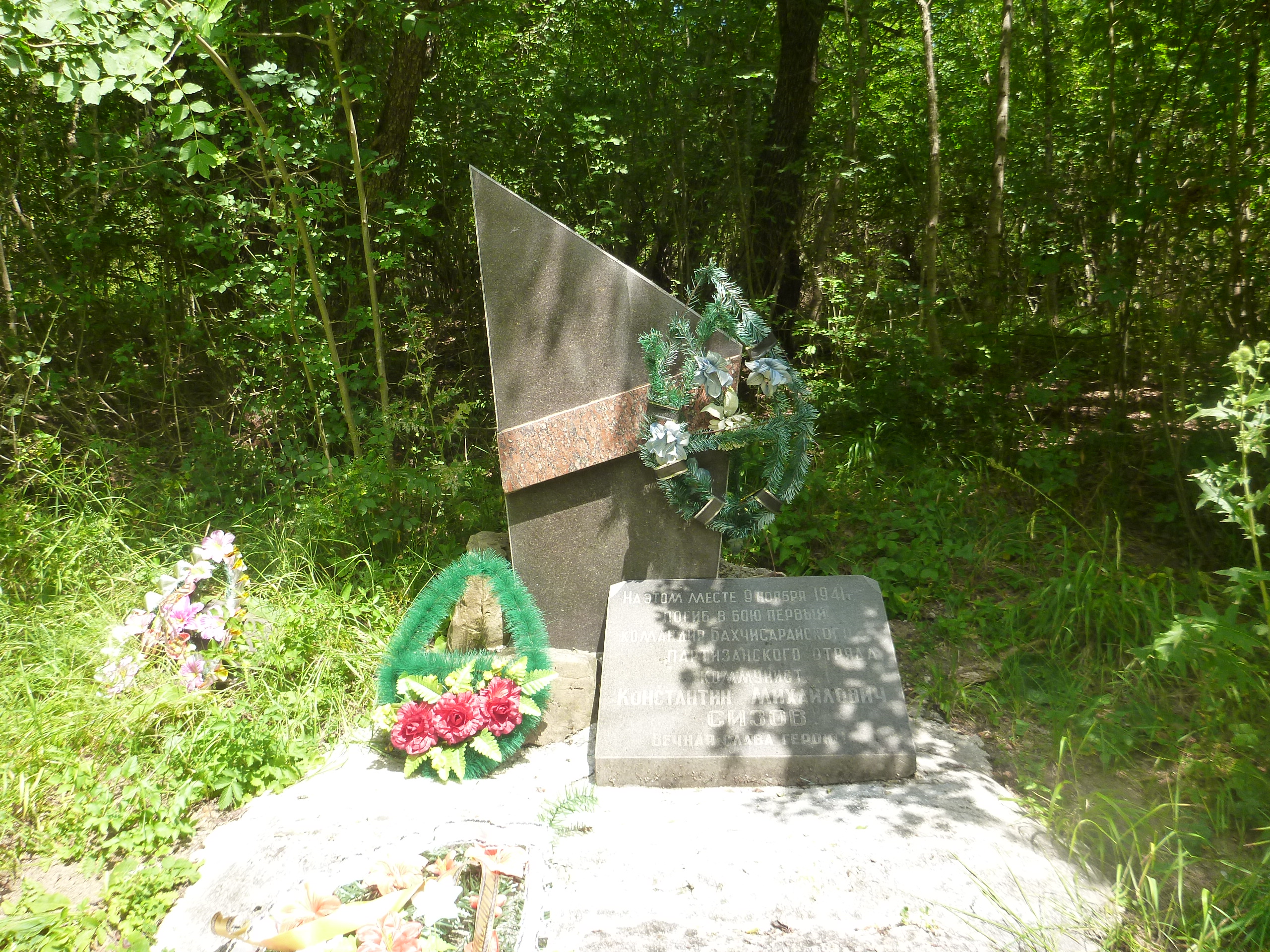
Памятник на месте гибели командира Бахчисарайского отряда Сизова под горой Мулга на реке Марта

## Память
- Могила Сизова К. М. - Братская могила советских воинов и партизан в селе Верхоречье Бахчисарайского района Республики Крым ныне объект культурного наследия регионального масштаба  Объект культурного наследия народов РФ регионального значения. Рег. № 911710945750005 (ЕГРОКН).
- В 1989 году на месте гибели Константина Михайловича в долине реки Марты рядом с горой Мулга Бахчисарайского района Республики Крым был установлен памятный знак. Он установлен по инициативе клуба "Искатель" СПТУ 24 Бахчисарая при участии Общества охраны памятников и совхоза "Долинный". Открывал памятник первый секретарь Бахчисарайского райкома КПУ Перепадин Александр Иванович[1].

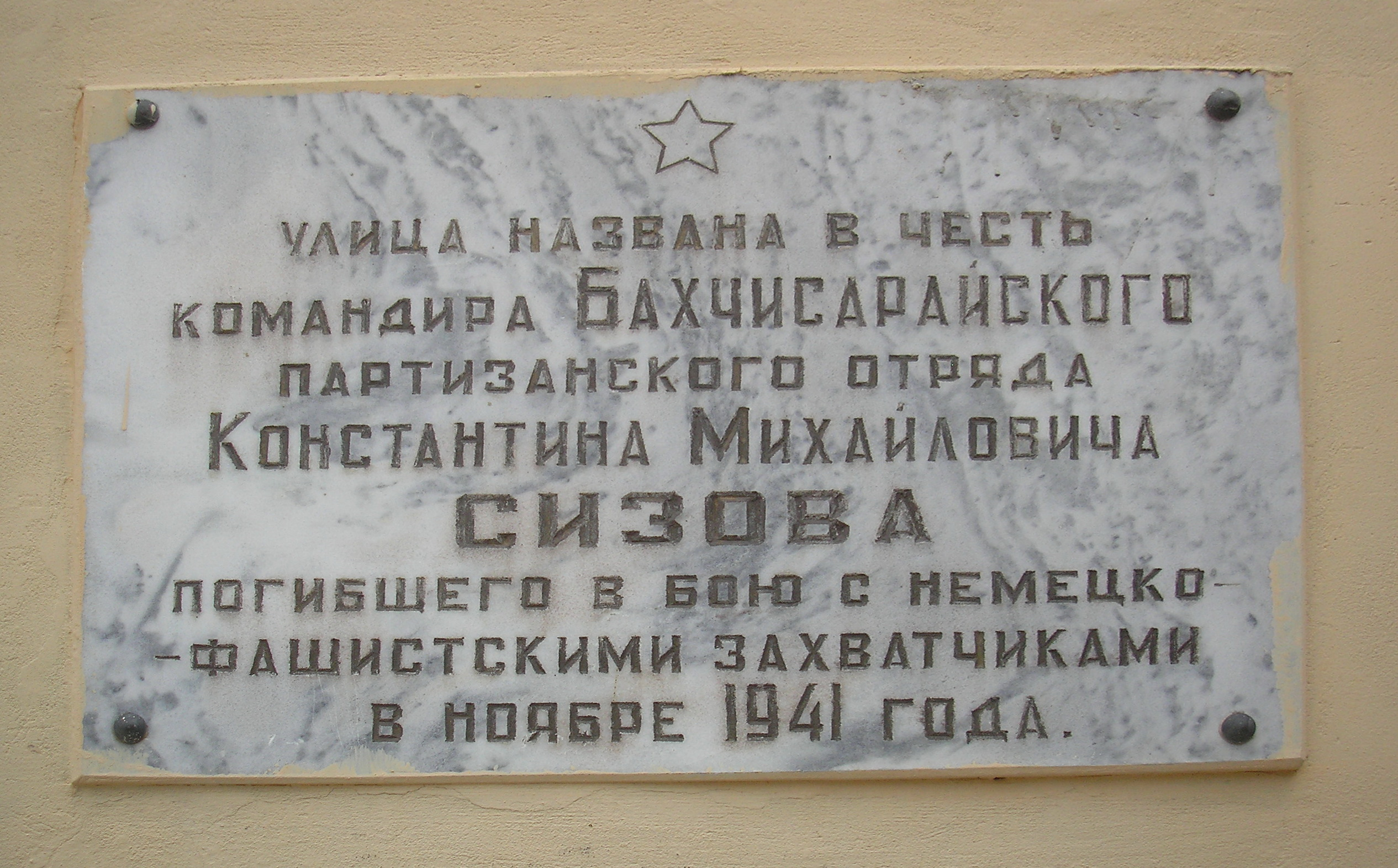
Доска на улице Сизова, Бахчисарай

- Доска на улице Сизова, БахчисарайВ городе Бахчисарае в честь Сизова названа улица (бывшая Кала - Асты)[4].
- На доме номер 28, в котором Константин Михайлович проживал со своей семьёй установлена мемориальная доска[3].
- В селе Верхоречье Бахчисарайского района в честь Сизова названа улица[5].